# Luitpold Maier

Luitpold Maier um 1920

Luitpold Maier (* 8. Januar 1887 in Herzogenaurach; † 19. September 1967 ebenda) war ein fränkischer Heimatforscher. Seine Forschungsergebnisse machte er der lokalen Öffentlichkeit durch zahlreiche Artikel in den regionalen Medien – insbesondere im Herzogenauracher Heimatblatt – zugänglich.

## Leben und Wirken

### Herkunft und Ausbildung, Familie
Luitpold war der Sohn des Notariatsbuchhalters Adam Maier (* 19. Juni 1846; † 8. Dezember 1904) und dessen Ehefrau, der Arzttochter und Hebamme Franziska „Fanny“ Maier (geb. Leher, * 5. Januar 1852; † 16. November 1907). Die Familie seines Vaters war seit Generationen an der Aurach ansässig. Sein Elternhaus (Hausnr. 165) befindet sich in unmittelbarer Nähe der Stadtpfarrkirche.
Luitpold besuchte von 1897 bis 1905 das humanistische Gymnasium Erlangen und begann nach dem Abitur im Erlanger Bankhaus Leonhard Hertlein eine Lehre. Zum 15. Juli 1907 wechselte er nach Würzburg zur Bayerischen Disconto- und Wechselbank, wo er bis zur Position des Bankdirektors aufstieg und dort bis zu seiner Pensionierung blieb.
Am 8. Mai 1922 heiratete er in Würzburg Juliana Kunigunda Grieb, genannt Julchen (* 16. Februar 1899). Die Ehe blieb kinderlos. Nach dem Tod seiner Frau zog Luitpold Maier 1962 wieder zurück in seine Heimat. Die Stadt Herzogenaurach richtete ihm im ehemaligen Bürgerspital am Kirchenplatz eine Wohnung ein, wo er bis zu seinem Tod am 19. September 1967 lebte.

### Heimatforschung
Historisches Interesse lag in der Familie: Väterlicherseits bestanden verwandtschaftliche Beziehungen zu der Herzogenauracher Stadtschreiberfamilie Schürr, mütterlicherseits zu Heinrich Leher, dem Gründer der Zeitschrift Das Bayerland.
Schon seit seiner Jugend interessierte sich Luitpold Maier für die Geschichte seiner Heimatstadt und durchforstete zusammen mit älteren Heimatforschern die einschlägigen Archive. Er war Gründungsmitglied des Historischen Vereins und Mitbegründer des Herzogenauracher Stadtmuseums.
Auch nach seinem Umzug nach Würzburg führte er seine Quellenforschung in den Staats- und Kirchenarchiven weiter fort. Mit seiner Grundlagenarbeit erschloss er zahllose bislang unbekannte Archivalien für die Geschichtsschreibung. Die Ergebnisse seiner Arbeit veröffentlichte der Heimatforscher in einer Vielzahl von Artikeln, in erster Linie in den Herzogenauracher Heimatblättern und dem Herzogenauracher Tagblatt. Bis zu seinem Tod blieb die Geschichtsforschung seine Passion. Seine wertvolle Privatsammlung aus Möbeln, Kunsthandwerk und Graphik vermachte Luitpold Maier, ebenso wie seine historischen Aufzeichnungen, dem Herzogenauracher Stadtmuseum.
Die Stadt Herzogenaurach verlieh Luitpold Maier in Würdigung seiner Verdienste um die Erforschung der Stadt 1951 das Ehrenbürgerrecht, 1970 wurde posthum eine Straße im Nordwesten der Stadt nach ihm benannt.

### Auswahl veröffentlichter Artikel

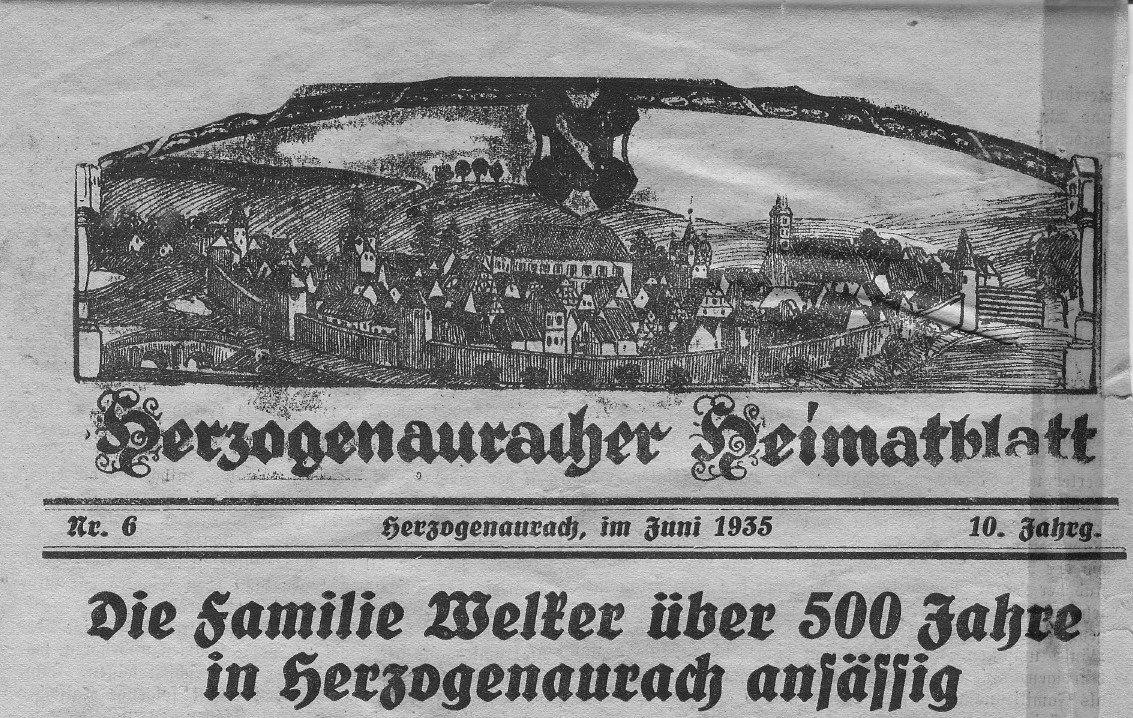
„Herzogenauracher Heimatblatt“, Titelblatt von 1935

Maier hat allein in den Herzogenauracher Heimatblättern von 1925 bis 1938 gemäß den Archivdokumenten 63 Beiträge (in 89 Folgen) verfasst, weitere 9 Titel (in 13 Folgen) in den beiden Nachkriegsjahren 1953/54.
Dazu kommen noch weitere Veröffentlichungen in anderen Medien z. B. den Erlanger Heimatblättern. Der dafür erforderliche Aufwand für Recherche und Edition war neben seinen hauptberuflichen Funktionen bei der Bank zu erbringen, wo er parallel den Aufstieg zum  verantwortlichen Manager leistete.

#### Herzogenauracher Heimatblatt
| Jahr | Nummer     | Titel                                                                                          |
| ---- | ---------- | ---------------------------------------------------------------------------------------------- |
| 1925 | 1, 2, 3    | Auf dem alten Herzogenauracher Friedhof                                                        |
| 1926 | 7          | Die alte Meßglocke zu Herzogenaurach                                                           |
| 1926 | 8, 15      | Umguß der alten Herzogenauracher Meßglocke                                                     |
| 1926 | 18         | Der Galgenhof                                                                                  |
| 1926 | 29         | Straßenbezeichnungen in Herzogenaurach                                                         |
| 1926 | 31         | Traurige Erinnerungen aus der Herzogenauracher Vergangenheit                                   |
| 1927 | 8          | Die Verteilung der Karfreitagsspende (1561–1732)                                               |
| 1927 | 9, 10, 13  | Aus einem alten Herzogenauracher Verkündbuch                                                   |
| 1927 | 11         | Der Monat Mai in der Pfarrgeschichte Herzogenaurachs                                           |
| 1927 | 14         | Alte Herzogenauracher Urkunden                                                                 |
| 1927 | 19         | Ein Bauopfer des Vehnturms* zu Herzogenaurach *(bzw. Fehnturm)                                 |
| 1927 | 26         | Zwei alte Inventarien des Herzogenauracher Gotteshauses, 1566 und 1567                         |
| 1928 | 1, 2       | Aus dem Wanderbuch des Herzogenauracher Tuchmachers Jakob Luhmayer                             |
| 1928 | 3, 4       | Die älteste Herzogenauracher Baumeisterrechnung von 1542/3                                     |
| 1928 | 5          | Eine alte Herzogenauracher Bäckerfamilie                                                       |
| 1928 | 9          | Sühnevertrag zwischen zwei Oberreichenbachern, 1486                                            |
| 1928 | 15, 16     | Geschichte unserer Pfarrkirche in ältester Zeit                                                |
| 1928 | 17         | Unsere alten Herzogenauracher Tuchmacher                                                       |
| 1928 | 18         | Herzogenaurach vor 500 Jahren                                                                  |
| 1928 | 20         | Herzogenaurach in den Teuerungsjahren 1622 und 1771                                            |
| 1929 | 1          | Das Sebastianifest, ein altes Gelübde der Herzogenauracher                                     |
| 1929 | 3          | Das älteste Gerichtsbuch Herzogenaurachs 1409–1416                                             |
| 1929 | 7, 8       | Was die Haundorfer Gemeinderechnungen zu erzählen wissen                                       |
| 1929 | 9          | Der Abbruch des Ansbacher Tores vor 60 Jahren                                                  |
| 1929 | 12         | Der St. Kilianstag                                                                             |
| 1929 | 20         | Das älteste Totenbuch der Pfarrei Herzogenaurach, 1515–1521                                    |
| 1930 | 7          | Was unser Herzogenauracher Kirchenturmknopf zu erzählen weiß                                   |
| 1930 | 16, 17     | Zeichen und Inschriften an alten Herzogenauracher Häusern                                      |
| 1930 | 20         | Eine alte Herzogenauracher Ratssitzung                                                         |
| 1930 | 21, 22     | Grabdenkmäler in der Pfarrkirche zu Herzogenaurach                                             |
| 1930 | 23, 24     | Herzogenaurachs Gewerbeleben 1784                                                              |
| 1931 | 1          | Vor 60 Jahren (Feldpostbriefe)                                                                 |
| 1931 | 5, 6       | Alte Herzogenauracher Urkunden Oberlindach betreffend                                          |
| 1931 | 11         | Patroziniumfeier und Kirchweih St. Maria Magdalena in Herzogenaurach                           |
| 1931 | 12         | Die zwei ältesten Herzogenauracher Gasthäuser                                                  |
| 1932 | 1, 2, 3, 4 | Aus der Vergangenheit der alten Herzogenauracher Gruft                                         |
| 1932 | 7          | Die Aufhebung des Herzogenauracher Finanzamts                                                  |
| 1932 | 8          | Herzogenaurach nach den Befreiungskriegen                                                      |
| 1932 | 9          | Werdegang des Herzogenauracher Kriegerdenkmals                                                 |
| 1932 | 10         | Zunftleben in Herzogenaurach                                                                   |
| 1932 | 11         | Herzogenauracher Häusergeschichte                                                              |
| 1933 | 1          | Herzogenaurachs Landwirtschaft in früherer Zeit                                                |
| 1933 | 7          | Die Zunft der Herzogenauracher Tuchmacher 1669–1867                                            |
| 1933 | 10         | Die Stiftung des Donnerstag-Engelamtes mit Umgang                                              |
| 1933 | 11         | Die Zünfte des Amtes Herzogenaurach                                                            |
| 1933 | 12         | Brunnen und Wasserleitungen                                                                    |
| 1934 | 1          | Sebastiani, ein Gedenktag für unsere gefallenen Heimatsöhne                                    |
| 1934 | 2, 3, 4, 7 | Alte Bauernfamilien in der Umgebung Herzogenaurachs                                            |
| 1934 | 9          | Festschrift zur Weihe des Herzogenauracher Kiliansbrunnens                                     |
| 1935 | 1–4        | Herzogenaurach vor 100 Jahren                                                                  |
| 1935 | 6, 7       | Die Familie Welker über 500 Jahre in Herzogenaurach ansässig                                   |
| 1935 | 11, 12     | Das alte Schloß zu Herzogenaurach                                                              |
| 1936 | 3–6        | Aus der Geschichte des früheren Herzogenauracher Rathauses                                     |
| 1936 | 9          | Die Neuanlage des Herzogenauracher Stadtbades                                                  |
| 1936 | 10, 11     | Veitsbrunn, eine ehemalige Filiale                                                             |
| 1936 | 12         | Aus alten Herzogenauracher Kirchenrechnungen 1475–1599                                         |
| 1937 | 1–4        | Vom alten Schützenwesen in Herzogenaurach                                                      |
| 1937 | 5, 6       | Vom ehem. Weinbau um Herzogenaurach                                                            |
| 1937 | 8          | Einiges vom Herzogenauracher Handel und Gewerbe vor 100 Jahren                                 |
| 1937 | 10–12      | Geschichte der Wälder Herzogenaurachs und Umgebung                                             |
| 1938 | 1–7        | Alte Mühlen im Herzogenauracher Gebiete                                                        |
| 1938 | 8          | Herzogenaurach unter der Führung adeliger Amtmänner 1460–1645                                  |
| 1938 | 9          | Die Herzogenauracher Henleins                                                                  |
| 1953 | 2          | Ein unheimlicher Fund im unterirdischen Gewölbe des Herzogenauracher Schloßturms, 1704         |
| 1953 | 3          | Vom alten Beckenhandwerk in Herzogenaurach                                                     |
| 1953 | 4          | Aus alten Herzogenauracher Ratsbüchern                                                         |
| 1953 | 5, 6       | Geschichte der Flurdenkmäler in der Pfarrei Herzogenaurach                                     |
| 1953 | 8          | Aus der Geschichte des Vaterhauses unseres hochw. Herrn Pater Cyprian                          |
| 1953 | 9, 10      | Geschichte des Herzogenauracher Schulwesens                                                    |
| 1954 | 3, 4       | 60 Jahre Lokalbahn Herzogenaurach-Erlangen                                                     |
| 1954 | 3, 4       | Wie früher Raubmörder und sonstige Verbrecher vom Herzogenauracher Hochgericht bestraft wurden |
| 1954 | 5          | Warum wallfahren die Herzogenauracher nach Veitsbronn?                                         |

#### Sonstige
• Erlanger Heimatblätter 1926/36, Würzburg 1936 – vgl. Wehrkirche Hannberg
| Jahr | Nummer | Titel                                                                         |
| ---- | ------ | ----------------------------------------------------------------------------- |
| 1926 | 36     | Wallfahrtsverkehr unter den Pfarreien Büchenbach, Hannberg und Herzogenaurach |

## Ehrungen
- 27. November 1951: Ehrenbürger der Stadt Herzogenaurach   [10]
- Benennung einer Straße in Herzogenaurach [12]